# Ле-Гон
Ле-Гон (фр. Les Gonds) — коммуна во Франции, находится в регионе Пуату — Шаранта. Департамент коммуны — Шаранта Приморская. Входит в состав кантона Сент-Восток. Округ коммуны — Сент.
Код INSEE коммуны — 17179.

## Население
Население коммуны на 2010 год составляло 1511 человек.
| 1962 | 1968 | 1975 | 1982 | 1990 | 1999 | 2010 |
| ---- | ---- | ---- | ---- | ---- | ---- | ---- |
| 807  | 846  | 869  | 1028 | 1129 | 1241 | 1511 |